# Noémie Lemaire
Pour les articles homonymes, voir Lemaire.
Noémie Lemaire (née le 21 mars 1987 à Tours) est une joueuse de basket-ball française évoluant au poste d'ailière.

## Biographie
Noémie Lemaire est formée à Monts (Indre-et-Loire). En 2000, elle intègre le pôle espoirs de Bourges pour 2 ans tout en jouant dans son club formateur où elle évolue en cadette régionale et N3 entre 2004-2006.
Elle rejoint ensuite Mondeville en cadette nationale où elle est, dès la première année, championne de France et vainqueur de la Coupe de France  dont elle est élue MVP de la finale. Lemaire évolue ensuite en N2 tout en s'entraînant avec l'équipe de Ligue féminine. Elle rejoint ensuite pour une saison l'équipe de Ouistreham en N2 avant de poser ses valises à Clermont de 2007 à 2009 en Ligue féminine.
Noémie Lemaire signe ensuite à Saint-Amand-les-Eaux et termine vice-championne de France de L2. Elle quitte le club, après un nouvel exercice passé en Ligue féminine, pour Le Poiré-sur-Vie en N1. Lors de la saison 2012-2013, Noémie Lemaire signe à l'AB Chartres alors en Nationale 1 avec qui elle atteint la 2e place du championnat régulier puis la 3e lors des play-off et accède à la Ligue féminine 2. Pour ce retour en D2, Noémie Lemaire est nommée capitaine par l'entraineur Alain Bourreaud.

## Clubs
| Saisons   | Équipe                               | Pays   | Division     |
| 2000-2004 | AS Monts                             | France |              |
| 2004-2006 | USO Mondeville                       | France |              |
| 2006-2007 | Ouistreham                           | France | NF2          |
| 2007-2009 | Stade clermontois Auvergne Basket 63 | France |              |
| 2009-2010 | Union Hainaut Basket                 | France | NF1          |
| 2010-2011 | Union Hainaut Basket                 | France |              |
| 2011-2012 | Le Poiré-sur-Vie                     | France | NF1          |
| 2012-     | Avenir Basket Chartres               | France | NF1 puis LF2 |

## Palmarès
- Vainqueur du Trophée Coupe de France en 2007
- Vainqueur et MVP de la Coupe de France Cadettes en 2005
- Championne de France Cadettes en 2005